# طبقة مائية عليا

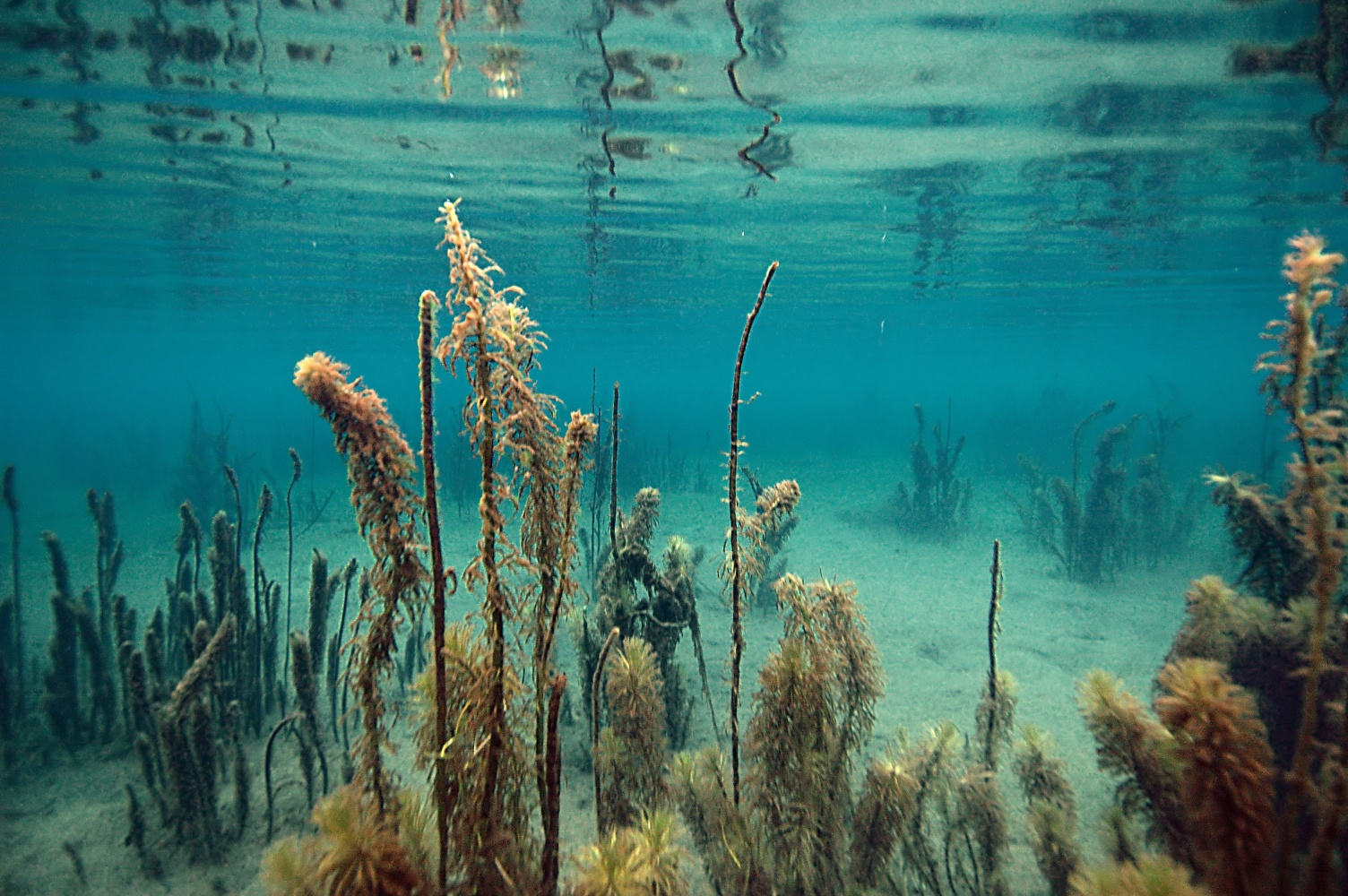

.

## طبقة مائية عليا
تسمى الطبقة المائية العليا في البحيرات الطبقة الدافئة جيدة التهوية (بالإنجليزي: Epilimnion)
في حين تسمى الطبقة السفلية الطبقة المائية الباردة (بالإنجليزي : hypolimnion)، وتمتاز الطبقة المائية العليا بارتفاع درجة الحموضة pH وتركيز الاكسجين المذاب كما أنها أكثر دفئا من الطبقة المائية السفلية.
تسهم العواصف في قلب طبقات المياه ونقل الطبقات العلوية للأسفل والطبقات السفلية للأعلى فتعمل على تعويض نقص الأكسجين في الطبقات السفلية، إضافة إلى أن هذه السطوح تعمل على التبادل المستمر للغازات الذائبة مثل الأكسجين وثاني أكسيد الكربون بين الماء وطبقة الغلاف الجوي عند تعرضها لأشعة الشمس وذلك لاحتوائها على العوالق النباتية التي تنمو وتتكاثر بامتصاص المواد الغذائية من الماء.

## وصلات خارجية
- http://www.waterontheweb.org/